# Chris Taft
Pour les articles homonymes, voir Taft.
Christopher « Chris » Taft, né le 10 mars 1985, à Brooklyn, à New York, est un joueur américain de basket-ball. Il évolue au poste d'ailier fort.